# Варварские ворота
Варва́рские воро́та — исторические ворота Китай-города, располагавшиеся на современной площади Варварские Ворота. Сооружены в одно время с Китайгородской стеной в 1534—1538 годах (под названием Всесвятские). Старое наименование ворот было связано с расположенной рядом церковью Всех Святых, новое — с храмом Варвары Великомученицы, построенным в конце XVIII века.
Первоначально проезд осуществлялся через выдвинутую далеко вперёд башню, одну из самых мощных в китайгородских укреплениях. В оборонных целях проезд был устроен с заворотом, въезд находился с боковой стороны справа. Над ним находился большой киот для иконы. Под башней были сделаны глубокие, выложенные медными листами подземные камеры-«слухи» для борьбы с вражескими подкопами. Башня имела декоративный парапет, четырёхгранный шатёр (добавленный в 1680-х годах) и окна в верхнем ярусе. В эпоху, когда башня ещё использовалась по прямому военному назначению, в ней были расставлены пушки в несколько ярусов, сообщение между которыми производилось по приставным лестницам. Целый этаж башни к началу XX века находился под землёй. По одной из версий, она имела подвальный ярус пушечных амбразур, из которых стреляли ниже уровня почвы, вдоль рвов. В более поздний период рядом с башней в Китайгородской стене для удобства проезда была проломлена арка.
На Варварских воротах при Петре I был помещён список Боголюбской иконы Божией Матери, впоследствии перед воротами была сооружена часовня Боголюбской иконы Божией Матери. С Варварскими воротами тесно связано начало Чумного бунта 1770—1771 годов. Во время эпидемии «моровой язвы» среди москвичей распространился слух, что Боголюбская икона Божией Матери исцелила многих людей во Владимире. Перед Варварскими воротами начали собираться толпы людей, икона была снята, рядом с ней совершались молебны, и каждый желающий мог приложиться к ней. Опасаясь распространения от этого болезни, московский архиепископ Амвросий велел прекратить молебны и убрать икону. Суеверная толпа не позволила это сделать; в гневе на архипастыря бросилась она в Кремль, в его резиденцию в Чудовом монастыре. Он, однако, успел удалиться в Донской монастырь, но и там был вскоре настигнут и убит. После этого толпа принялась громить карантинные заставы и дома знати. Властям пришлось применить силу, и в течение трёх дней бунт был подавлен.
В 1880 году Варварские ворота были обновлены. Разобраны в 1934 году при сносе Китайгородской стены. Сохранилось белокаменное основание башни, его можно увидеть в близлежащем подземном переходе.
- Акварель неизвестного художника. Варварские ворота Китай-города. 1790-е гг.
- Сократ Воробьёв. Варварские ворота Китай-города. 1850-е гг.
- Боголюбская часовня у Варварских ворот
- Торжественный молебен у иконы Боголюбской Божией Матери, 1890-е годы
- Флюгер Варварских ворот Китай-города в Москве. Ковка. 1680 год. Из собрания Музея Коломенское